# Ivan Nemet
Ivan Nemet est un joueur d'échecs yougoslave puis suisse né le 14 avril 1943 à Zombor et mort le 16 décembre 2007 à Bâle,  champion de Yougoslavie en 1979 et champion de Suisse en 1990. 

## Biographie et carrière
Dans les années 1960, Nemet remporta deux médailles d'argent lors des olympiades universitaires (championnat du monde par équipes de moins de 26 ans).
Vainqueur des tournois de Kikinda en 1975, Barga en 1976, Hambourg en 1977, Nemet reçut le titre de grand maître international en 1978. 
Il remporta le Championnat de Yougoslavie d'échecs en 1979, le tournoi d' Oberwart en 1981, l'open du Festival d'échecs de Bienne de 1982 et Dieren en 1988 (ex æquo avec Tony Miles).
Il représenta la Yougoslavie lors du championnat d'Europe d'échecs des nations de 1980 (il jouait au septième échiquier et l'équipe yougoslave termina quatrième de la finale). La même année, il remporta avec la Yougoslavie la médaille d'argent par équipe à la Mitropa Cup (il jouait au premier échiquier.
À partir de 1988, Nemet participa au Championnat de Suisse d'échecs, qu'il remporta en 1990 à Arosa.
Nemet participa à l'Olympiade d'échecs de 1998, marquant 3 point sur 4 comme deuxième échiquier de réserve (remplaçant).